# Paul Desains
Pour les articles homonymes, voir Desains.
Quentin Paul Desains, né le 12 juillet 1817 à Saint-Quentin et mort le 3 mai 1885 à Paris, est un physicien français, professeur pendant 32 ans à la faculté des sciences de Paris.

## Biographie

### Enfance et éducation
Fils de François Jean Charles Desains, commis négociant, et de Charlotte Quentine Zoé Bardeaux son épouse, Paul Desains a une sœur aînée née en 1811, un frère aîné, François-Édouard né en 1812, et une sœur cadette née en 1820. Il est cousin de Henri Martin. Paul étudie au collège des Bons-Enfants à Saint-Quentin puis au collège royal de Louis-le-Grand. Il obtient en août 1835 le premier prix de physique (2e année) au concours général et reçoit pour cela une médaille d'or de la Société académique des sciences, arts, belles-lettres, agriculture et industrie de Saint-Quentin. Il fait ensuite de 1835 à 1839 des études supérieures scientifiques à l’École normale, où il se lie d’amitié avec Frédéric de La Provostaye, alors surveillant, et à la faculté des sciences de Paris, où il suit les cours de physique Pierre Louis Dulong et Claude Pouillet et obtient les licences ès sciences mathématiques et ès sciences physiques.

### Professeur dans l'enseignement secondaire
Le 2 mars 1839, âgé de 21 ans et demi, il est chargé de la chaire de physique du collège royal de Caen en remplacement d’Antoine Masson et nommé agrégé dans l'ordre des sciences en octobre 1839. Deux ans plus tard (1841) il est nommé professeur de physique au collège Stanislas à Paris et simultanément agrégé-divisionnaire au collège royal Saint-Louis en parallèle avec Antoine Masson, suppléant de Babinet. L’année suivante son frère Édouard quitte Metz pour remplacer Masson, les deux frères enseigneront ainsi en même temps au collège royal Saint-Louis durant deux années scolaires. Paul se marie en 1842 à Saint-Quentin avec Claire Rosalie Damay, quelques jours avant la mort de son père. En novembre 1844 il quitte le collège Saint-Louis pour être chargé de l'enseignement de la physique pour les élèves de philosophie au collège royal Bourbon, tout en restant également professeur au Collège Stanislas, puis y est nommé en novembre 1847 professeur de physique en remplacement de son ami et collaborateur scientifique Frédéric de la Provostaye nommé inspecteur de l’académie de Paris. Sa grand-mère paternelle meurt en 1846 à près de 84 ans. Il obtient devant la faculté des sciences de Paris en 1848, âgé de 31 ans, le doctorat ès sciences physiques avec une thèse de physique sur le rayonnement de la chaleur et une thèse de chimie sur l'action de l'iode sur le xanthate de potasse et sur les sels analogues des autres séries alcooliques.

### Professeur à la faculté des sciences de Paris
En 1852, Claude Pouillet, 62 ans, titulaire d'une des deux chaires de physique de la faculté des sciences de Paris, démissionne, refusant de prêter serment à l'empereur Napoléon III. Desains, 35 ans, alors professeur de physique au lycée impérial Bonaparte, est docteur ès sciences et l'auteur de nombreux travaux scientifiques réalisés avec La Provostaye. Il est ainsi chargé du cours pour le deuxième semestre de l'année scolaire 1852-1853. Il se porte candidat pour la chaire face à Léon Foucault et en est nommé titulaire en mai 1854. Il partagera ainsi l'enseignement de la physique à la faculté avec César Despretz durant dix ans, puis avec Jules Jamin. Ses cours étaient caractérisés par une grande clarté et précision, avec de nombreuses illustrations expérimentales dues au préparateur Jean-Gustave Bourbouze. Dans ses cours d’acoustique il emploie ainsi une méthode projective pour la représentation des ondes qui inspire à Lissajous son procédé de représentation optique des oscillations.
En 1858 il est nommé astronome à l'observatoire de Paris en remplacement d'Emmanuel Liais. Il y fait des travaux sur le magnétisme terrestre jusqu'en 1861, où il est remplacé par Hippolyte Marié-Davy.
En 1868, il crée, au troisième étage de deux anciens hôtels meublés de la rue Saint-Jacques, le laboratoire d'enseignement de la physique financé par l'École pratique des hautes études dont il est directeur d'études dans la IIe section, aux côtés de Wurtz, Balard, Frémy et Jamin. Le laboratoire ouvre aux étudiants en janvier 1869. Il y fait nommer Édouard Branly chef de travaux de laboratoire, puis directeur-adjoint. En 1873, il est reçu à l'Académie des sciences, remplaçant Jacques Babinet (Desains 32 voix, Alfred Cornu 13 voix, Le Roux 7 voix). Sa mère meurt en 1878 à près de 92 ans.
Son laboratoire pour l’enseignement pratique de la physique obtient un vif succès. Il comprend à son origine quinze manipulations de physique pour le programme de la licence et quinze pour la préparation du concours d'agrégation. Jean-Gustave Bourbouze, préparateur du cours de physique-conservateur du cabinet de physique, en est le premier préparateur, au côté du directeur-adjoint Branly et du mécanicien Eugène Conche. En 1872-73, il accueille 40 étudiants, en 1874-1875 50, huit ans plus tard il en accueille 136. Un poste de préparateur-adjoint est créé en 1874, il est occupé par Magnien, puis Louis Rolland (élève au laboratoire en 1874-75) (27/11/1876) et ensuite (22 janvier 1878), Pierre Curie (élève au laboratoire en 1874-1875). Après le départ de Branly en 1875, Jean-Louis Mouton, préparateur à l'ENS, auteur d'une thèse sur les courants oscillatoires dans la bobine de Ruhmkorff devient directeur-adjoint. Un poste de répétiteur est créé, sur lequel est nommé Paul Garbe (24 avril 1877), également préparateur à l'ENS depuis le 18 septembre 1876 (à la suite de Mouton). Louis Georges Gouy, élève au laboratoire en 1874-75, y prépare ensuite sa thèse pour le doctorat ès sciences physiques intitulée Recherches photométriques sur les flammes colorées, soutenue en 1879, il est alors nommé préparateur-adjoint (23 février-14 avril 1880) puis répétiteur (15 avril 1880 au 11 octobre 1883), en remplacement de Paul Garbe envoyé à Alger. Paul Philippon lui succède comme préparateur adjoint (1880) puis comme répétiteur (1883). Pierre Curie est ensuite préparateur (17/11/1880) jusqu'en 1883, puis Léon Godard (responsable des manipulations optiques de l'annexe du 5e étage, il organise les premières conférences de mathématiques préparatoires à la physique), Émile Mathias (responsable des manipulations de préparation au concours d'agrégation dans l'annexe des 1er et 2e étages) et Pierre-Hugo Ledeboër (préparateur du cours jusqu'en 1890 et responsable des montages électriques). Daniel Berthelot est également préparateur-adjoint de 1884 à 1888. À la mort de Desains le laboratoire compte 55 montages de manipulation différents.

## Travaux
Paul Desains a réalisé de nombreux travaux sur la cristallographie, l'optique et surtout la chaleur en collaboration avec Frédéric de La Provostaye. Ils ont notamment effectué d'importantes vérifications de la loi de Dulong et Petit, en travaillant sur le refroidissement des gaz et la chaleur latente de fusion de la glace. Leurs résultats les plus importants concernent l'étude du rayonnement de la chaleur (rayons infrarouges) : ils ont démontré que ce rayonnement manifeste toutes les caractéristiques d'une onde lumineuse : réflexion, réfraction, polarisation, émission, absorption. Desains fit construire un « actinomètre » pour la mesure de l'intensité du rayonnement solaire. Avec Pierre Curie (son préparateur) il étudia la longueur d'onde des rayonnements infrarouges autour de 7 μm.
De 1859 à 1861, il fit de nombreuses observations du magnétisme terrestre.
Lors du siège de Paris (1870), Paul Desains et Joseph-Charles d'Almeida tentèrent, avec maintes difficultés qui affaiblirent la santé de Desains, d'établir une communication télégraphique par voie fluviale avec l'extérieur de la ville.

## Publications
- Mémoire sur quelques produits dus à l'action réciproque de l'éthal et du sulfure de carbone; par MM. de la Provostaye et Desains, envoyé à l'Académie des sciences, rapport établi par MM. Chevreul, Dumas et Pelouze et publié dans les Comptes rendus hebdomadaires des séances de l'Académie des sciences 1842 p. 592
- Mémoire sur la chaleur latente de fusion de la glace, envoyé à l'Académie des sciences, rapport établi par MM. Biot, Pouillet, Regnault et publié dans les Comptes rendus hebdomadaires des séances de l'Académie des sciences 1843 T.16 p. 977
- Note sur les lois du rayonnement de la chaleur par MM. F. de la Provostaye et P. Desains, publié dans les Comptes rendus hebdomadaires des séances de l'Académie des sciences 1844 T.19 p. 410
- Note sur le refroidissement par les gaz; par MM. F. de la Provostaye et P. Desains, publié dans les Comptes rendus hebdomadaires des séances de l'Académie des sciences 1846 T.22 p. 77
- Recherches sur le rayonnement de la chaleur. Détermination des pouvoirs émissifs, envoyé à l'Académie des sciences, rapport établi par MM. Pouillet, Babinet, Regnault et publié dans les Comptes rendus hebdomadaires des séances de l'Académie des sciences 1846 T.22 p. 825
- Recherches sur le rayonnement de la chaleur : variation du pouvoir émissif avec l'inclinaison; par MM. F. de la Provostaye et P. Desains, publié dans les Comptes rendus hebdomadaires des séances de l'Académie des sciences 1847 T.24 p. 60
- Note sur la diffusion de la chaleur; par MM. F. de la Provostaye et P. Desains, publié dans les Comptes rendus hebdomadaires des séances de l'Académie des sciences 1848 T.26 p. 212
- Mémoire sur la polarisation de la chaleur; par MM. F. de la Provostaye et P. Desains, publié dans les Comptes rendus hebdomadaires des séances de l'Académie des sciences 1849 T.29 p. 121 et 757
- Rotation du plan de polarisation de la chaleur produite par le magnétisme; par MM. F. de la Provostaye et P. Desains, publié dans les Comptes rendus hebdomadaires des séances de l'Académie des sciences 1849 T.29 p. 352
- Recherches sur la diffusion de la chaleur, ; par MM. F. de la Provostaye et P. Desains, publié dans les Comptes rendus hebdomadaires des séances de l'Académie des sciences 1851 T.33 p. 444
- Note sur la qualité des rayons de chaleur émis par des corps différents, à même température; par MM. F. de la Provostaye et P. Desains, publié dans les Comptes rendus hebdomadaires des séances de l'Académie des sciences 1852 T.34 p. 951
- Reflexion de la chaleur obscure sur le verre et sur le sel gemme; par MM. F. de la Provostaye et P. Desains, publié dans les Comptes rendus hebdomadaires des séances de l'Académie des sciences 1853 T.37 p. 168
- Recherches sur les substances diathermanes : remarques à l'occasion des communications de M. Melloni; par MM. F. de la Provostaye et P. Desains, publié dans les Comptes rendus hebdomadaires des séances de l'Académie des sciences 1853 T.37 p. 669
- Note sur un fait relatif à l'échauffement d'un fil de métal par les courants électriques; par MM. F. de la Provostaye et P. Desains, publié dans les Comptes rendus hebdomadaires des séances de l'Académie des sciences 1853 T.37 p. 749
- Détermination des pouvoirs émissifs à de hautes températures; par MM. F. de la Provostaye et P. Desains, publié dans les Comptes rendus hebdomadaires des séances de l'Académie des sciences 1854 T.38 p. 440
- Perturbations magnétiques observées les 29 août et 2 septembre; par MM. Desains et Charault, publié dans les Comptes rendus hebdomadaires des séances de l'Académie des sciences 1859 T.49 p. 473
- Description et discussion de quelques expériences de doubles réfraction; publié dans les Comptes rendus hebdomadaires des séances de l'Académie des sciences 1862 T.54 p. 457
- Recherches sur l'émission des radiations lumineuses à la température rouge publié dans les Comptes rendus hebdomadaires des séances de l'Académie des sciences 1865 T.61 p. 24
- Note sur l'emploi du rhéomètre à deux fils dans les expériences de chaleur rayonnante, publié dans les Comptes rendus hebdomadaires des séances de l'Académie des sciences 1866 T.63 p. 678
- Leçons de physique Tome I (1857), Tome II (1860)

## Distinction
- Officier de la Légion d'honneur[10]